# Cheesman Island
Cheesman Island är en ö i Antarktis. Den ligger i havet utanför Västantarktis. Chile och Storbritannien gör anspråk på området.